# Acomys spinosissimus
Acomys spinosissimus (Акоміс південноафриканський) — вид родини Мишеві (Muridae).

## Поширення
Країни поширення: північно-східна Танзанія, Центральна та Східна Танзанія, південно-східна Демократична Республіка Конго, Зімбабве, східна Ботсвана, центральний і північний Мозамбік, північно-західна ПАР. Мешкає не вище 1800 м над рівнем моря. Його природним середовищем проживання є вологі савани і скелясті ділянки.

## Опис
Верхні частини тіла сірі, червонуваті в зимовий час, низ білий. Загальна довжина становить від 15 до 19 см, довжина хвоста від 8,5 до 9,7 см, вага від 20 до 36 гр. Харчується насінням, ягодами, комахами та іншими безхребетними. Народжуються влітку до п'яти дитинчат в приплоді. Тварина активна вночі, протягом дня ховається, часто по кілька тварин, в ущелинах скель.